# 戈森巴赫河 (紅美因河支流)
49°51′37″N 11°37′18.5″E / 49.86028°N 11.621806°E
戈森巴赫河是德國的河流，位於該國東南部，由巴伐利亞負責管轄，屬於紅美因河的左支流，河道全長7.9公里，流域面積17.6平方公里。